# Vắc-xin COVID-19 Vabiotech
Vắc-xin COVID-19 Vabiotech là một ứng viên vắc-xin COVID-19 do Công ty Vắc xin và Sinh phẩm số 1 (Vabiotech) của Việt Nam phát triển.

## Thử nghiệm lâm sàng

### Tiền lâm sàng
Tháng 5 năm 2020, Việt Nam công bố vắc-xin của mình sẽ được phát triển sau khi các nhà khoa học tạo ra thành công kháng thể của virus corona mới trong phòng thí nghiệm.